# Taekwondo nos Jogos Olímpicos de Verão de 2000
O taekwondo estreou oficialmente como modalidade olímpica nos Jogos Olímpicos de Verão de 2000 realizados em Sydney, Austrália. O esporte já havia feito aparições durante os Jogos de 1988 em Seul e 1992 em Barcelona, porém apenas como demonstração e sem contar para o quadro de medalhas.

## Eventos
Masculino: 58 kg | 68 kg | 80 kg | acima de 80 kg

Feminino 49 kg | 57 kg | 67 kg | acima de 67 kg
Abreviaturas:
- DSQ - Desclassificação
- NOC - Nocaute
- PTS - Vitória por pontos
- RSC - Vitória por decisão do árbitro
- SUP - Vitória por superioridade técnica
- DTC - Desistência

## Masculino

### 58 kg masculino
| Pos. | País          | Atletas            |
| ---- | ------------- | ------------------ |
|      | Grécia        | Michail Mouroutsos |
|      | Espanha       | Gabriel Esparza    |
|      | Taipé Chinesa | Chih-Hsiung Huang  |

Evento realizado em 27 de setembro.
| Oitavas de final    |               |           |                    |                |
| Protetor azul       | País          | Resultado | Protetor vermelho  | País           |
| Gabriel Sagastume   | Guatemala     | (-1)-4    | Roberto Cruz       | Filipinas      |
| Kiyoteru Higuchi    | Japão         | 0-4       | Chih-Hsiung Huang  | Taipé Chinesa  |
| Talaat Abada        | Egito         | 0-5       | Michail Mouroutsos | Grécia         |
| Joseph Salim        | Hungria       | 2-0       | Juan Moreno        | Estados Unidos |
| Naser Bftain        | Kuwait        | RSC       | Mfanukhona Dlamini | Essuatíni      |
| Paul Lions          | Austrália     | 4-4 (SUP) | Younes Sekkat      | Marrocos       |
| Quartas de final    |               |           |                    |                |
| Gabriel Taraburelli | Argentina     | 7-5       | Roberto Cruz       | Filipinas      |
| Chih-Hsiung Huang   | Taipé Chinesa | 1-2       | Michail Mouroutsos | Grécia         |
| Joseph Salim        | Hungria       | 1-1 (SUP) | Naser Bftain       | Kuwait         |
| Younes Sekkat       | Marrocos      | 1-3       | Gabriel Esparza    | Espanha        |
| Semifinais          |               |           |                    |                |
| Gabriel Taraburelli | Argentina     | 1-2       | Michail Mouroutsos | Grécia         |
| Joseph Salim        | Hungria       | 0-5       | Gabriel Esparza    | Espanha        |
| Final               |               |           |                    |                |
| Michail Mouroutsos  | Grécia        | 4-2       | Gabriel Esparza    | Espanha        |

#### Repescagem - 58 kg masculino
| Fase 1              |               |            |                   |               |
| Protetor azul       | País          | Resultados | Protetor vermelho | País          |
| Talaat Abada        | Egito         | 2-7        | Chih-Hsiung Huang | Taipé Chinesa |
| Fase 2              |               |            |                   |               |
| Chih-Hsiung Huang   | Taipé Chinesa | 1-0        | Joseph Salim      | Hungria       |
| Gabriel Taraburelli | Argentina     | 5-4        | Younes Sekkat     | Marrocos      |
| Disputa pelo bronze |               |            |                   |               |
| Gabriel Taraburelli | Argentina     | 0-3        | Chih-Hsiung Huang | Taipé Chinesa |

### 68 kg masculino
| Pos. | País           | Atletas             |
| ---- | -------------- | ------------------- |
|      | Estados Unidos | Steven Lopez        |
|      | Coreia do Sul  | Joon-Sik Sin        |
|      | Irão           | Hadi Saeibonehkohal |

Evento realizado em 28 de setembro.
| Oitavas de final    |                |           |                     |                |
| Protetor azul       | País           | Resultado | Protetor vermelho   | País           |
| Chi-Hung Hsu        | Taipé Chinesa  | 2-5       | Hadi Saeibonehkohal | Irão           |
| Joon-Sik Sin        | Coreia do Sul  | 7-3       | Tuncay Caliskan     | Áustria        |
| Nizar Naeeli        | Líbia          | 3-12      | Aslander Dzitiev    | Rússia         |
| Francisco Zas       | Espanha        | 3-3 (SUP) | Carlo Massimino     | Austrália      |
| Steven Lopez        | Estados Unidos | 7-0       | Claudio Nolano      | Itália         |
| Aziz Acharki        | Alemanha       | 7-0       | Stanislas Ogoudjobi | Benim          |
| Quartas de final    |                |           |                     |                |
| Alejandro Hernando  | Argentina      | 0-3       | Hadi Saeibonehkohal | Irão           |
| Joon-Sik Sin        | Coreia do Sul  | 9-1       | Aslander Dzitiev    | Rússia         |
| Carlo Massimino     | Austrália      | 1-1 (SUP) | Steven Lopez        | Estados Unidos |
| Aziz Acharki        | Alemanha       | 15-1      | Olivier Bernasconi  | Mónaco         |
| Semifinais          |                |           |                     |                |
| Hadi Saeibonehkohal | Irão           | 3-5       | Joon-Sik Sin        | Coreia do Sul  |
| Steven Lopez        | Estados Unidos | 2-0       | Aziz Acharki        | Alemanha       |
| Final               |                |           |                     |                |
| Joon-Sik Sin        | Coreia do Sul  | 0-1       | Steven Lopez        | Estados Unidos |

#### Repescagem - 68 kg masculino
| Fase 1              |           |            |                   |           |
| Protetor azul       | País      | Resultados | Protetor vermelho | País      |
| Tuncay Caliskan     | Áustria   | 6-0        | Aslander Dzitiev  | Rússia    |
| Carlo Massimino     | Austrália | 9-7        | Claudio Nolano    | Itália    |
| Fase 2              |           |            |                   |           |
| Tuncay Caliskan     | Áustria   | 7-7 (PTS)  | Aziz Acharki      | Alemanha  |
| Hadi Saeibonehkohal | Irão      | 6-5        | Carlo Massimino   | Austrália |
| Disputa pelo bronze |           |            |                   |           |
| Hadi Saeibonehkohal | Irão      | 4-2        | Tuncay Caliskan   | Áustria   |

### 80 kg masculino
| Pos. | País     | Atletas                       |
| ---- | -------- | ----------------------------- |
|      | Cuba     | Angel Valodia Matos Fuentes   |
|      | Alemanha | Faissal Ebnoutalib            |
|      | México   | Victor Manuel Estrada Garibay |

Evento realizado em 29 de setembro.
| Oitavas de final     |           |           |                    |                 |
| Protetor azul        | País      | Resultado | Protetor vermelho  | País            |
| Donald Geisler       | Filipinas | 4-4(SUP)  | Roman Livaja       | Suécia          |
| Felipe Alvarez       | Chile     | 2-9       | Angel Fuentes      | Cuba            |
| Madjid Aflakikhamseh | Irão      | 3-4       | Victor Estrada     | México          |
| Moh'd Alfararjeh     | Jordânia  | 2-8       | Faissal Ebnoutalib | Alemanha        |
| Muhammed Dahmani     | Dinamarca | 5-6       | Warren Hansen      | Austrália       |
| Mokete Mokhosi       | Lesoto    | 3-3 (PTS) | Mario de Meo       | Itália          |
| Quartas de final     |           |           |                    |                 |
| Marcel More          | Eslovênia | 2-4       | Roman Livaja       | Suécia          |
| Angel Fuentes        | Cuba      | 2-0       | Victor Estrada     | México          |
| Faissal Ebnoutalib   | Alemanha  | 2-1       | Warren Hansen      | Austrália       |
| Mokete Mokhosi       | Lesoto    | 3-4       | N'Guessan Konan    | Costa do Marfim |
| Semifinais           |           |           |                    |                 |
| Roman Livaja         | Suécia    | 0-4       | Angel Fuentes      | Cuba            |
| Faissal Ebnoutalib   | Alemanha  | 4-3       | N'Guessan Konan    | Costa do Marfim |
| Final                |           |           |                    |                 |
| Angel Fuentes        | Cuba      | 3-1       | Faissal Ebnoutalib | Alemanha        |

#### Repescagem - 80 kg masculino
| Fase 1              |           |            |                   |                 |
| Protetor azul       | País      | Resultados | Protetor vermelho | País            |
| Felipe Alvarez      | Chile     | 1-6        | Victor Estrada    | México          |
| Warren Hansen       | Austrália | 5-4        | Moh'd Alfararjeh  | Jordânia        |
| Fase 2              |           |            |                   |                 |
| Victor Estrada      | México    | 6-4        | N'Guessan Konan   | Costa do Marfim |
| Roman Livaja        | Suécia    | 1-0        | Warren Hansen     | Austrália       |
| Disputa pelo bronze |           |            |                   |                 |
| Roman Livaja        | Suécia    | 1-2        | Victor Estrada    | México          |

### acima de 80 kg masculino
| Pos. | País          | Atletas        |
| ---- | ------------- | -------------- |
|      | Coreia do Sul | Kyong-Hun Kim  |
|      | Austrália     | Daniel Trenton |
|      | França        | Pascal Gentil  |

Evento realizado em 30 de setembro.
| Oitavas de final      |                |           |                       |               |
| Protetor azul         | País           | Resultado | Protetor vermelho     | País          |
| Marcus Thoren         | Suécia         | 3-6       | Daniel Trenton        | Austrália     |
| Donald Ravenscroft    | África do Sul  | DTC       | Alexandros Nikolaidis | Grécia        |
| Feng Zhu              | China          | 5-6       | Milton Castro         | Colômbia      |
| Khalid Al-Dosari      | Arábia Saudita | 0-5       | Kyong-Hun Kim         | Coreia do Sul |
| Pascal Gentil         | França         | 4-1       | Yahia Rashwan         | Egito         |
| Quartas de final      |                |           |                       |               |
| Colin Daley           | Reino Unido    | 4-8       | Daniel Trenton        | Austrália     |
| Alexandros Nikolaidis | Grécia         | RSC       | Milton Castro         | Colômbia      |
| Carlos Davila         | Nicarágua      | 0-5       | Kyong-Hun Kim         | Coreia do Sul |
| Pascal Gentil         | França         | NOC       | Nelson Miller         | Cuba          |
| Semifinais            |                |           |                       |               |
| Daniel Trenton        | Austrália      | 8-2       | Milton Castro         | Colômbia      |
| Kyong-Hun Kim         | Coreia do Sul  | 6-2       | Pascal Gentil         | França        |
| Final                 |                |           |                       |               |
| Daniel Trenton        | Austrália      | 2-6       | Kyong-Hun Kim         | Coreia do Sul |

#### Repescagem - acima de 80 kg masculino
| Fase 1              |                |            |                   |                |
| Protetor azul       | País           | Resultados | Protetor vermelho | País           |
| Marcus Thoren       | Suécia         | 2-9        | Colin Daley       | Reino Unido    |
| Carlos Davila       | Nicarágua      | 1-3        | Khalid Al-Dosari  | Arábia Saudita |
| Fase 2              |                |            |                   |                |
| Colin Daley         | Reino Unido    | 0-3        | Pascal Gentil     | França         |
| Milton Castro       | Colômbia       | 2-3        | Khalid Al-Dosari  | Arábia Saudita |
| Disputa pelo bronze |                |            |                   |                |
| Khalid Al-Dosari    | Arábia Saudita | DTC        | Pascal Gentil     | França         |

## Feminino

### 49 kg feminino
| Pos. | País          | Atletas                  |
| ---- | ------------- | ------------------------ |
|      | Austrália     | Lauren Burns             |
|      | Cuba          | Urbia Melendez Rodriguez |
|      | Taipé Chinesa | Shu-Ju Chi               |

Evento realizado em 27 de setembro.
| Oitavas de final   |               |           |                   |                |
| Protetor azul      | País          | Resultado | Protetor vermelho | País           |
| Dondu Guvenc       | Turquia       | 6-1       | Eva Ditan         | Filipinas      |
| Agueda Perez       | México        | 1-4       | Urbia Rodriguez   | Grécia         |
| Hanne Poulsen      | Dinamarca     | 4-3       | Kay Poe           | Estados Unidos |
| Fadime Helvacioglu | Alemanha      | 0-1       | Shu-Ju Chi        | Taipé Chinesa  |
| Quartas de final   |               |           |                   |                |
| Xuan Nguyen        | Vietname      | 1-2       | Dondu Guvenc      | Turquia        |
| Urbia Rodriguez    | Cuba          | 3-0       | Likeleli Thamae   | Lesoto         |
| Juana Wangsa       | Indonésia     | 2-7       | Hanne Poulsen     | Dinamarca      |
| Shu-Ju Chi         | Taipé Chinesa | 3-3 (SUP) | Lauren Burns      | Austrália      |
| Semifinais         |               |           |                   |                |
| Dondu Guvenc       | Turquia       | 1-3       | Urbia Rodriguez   | Cuba           |
| Hanne Poulsen      | Dinamarca     | 0-1       | Lauren Burns      | Austrália      |
| Final              |               |           |                   |                |
| Urbia Rodriguez    | Cuba          | 2-4       | Lauren Burns      | Austrália      |

#### Repescagem - 49 kg feminino
| Fase 1              |               |            |                   |               |
| Protetor azul       | País          | Resultados | Protetor vermelho | País          |
| Agueda Perez        | México        | 5-3        | Lekeleli Thamae   | Lesoto        |
| Fase 2              |               |            |                   |               |
| Agueda Perez        | México        | 1-2        | Hanne Poulsen     | Dinamarca     |
| Dondu Guvenc        | Turquia       | 0-3        | Shu-Ju Chi        | Taipé Chinesa |
| Disputa pelo bronze |               |            |                   |               |
| Shu-Ju Chi          | Taipé Chinesa | 4-0        | Hanne Poulsen     | Dinamarca     |

### 57 kg feminino
| Pos. | País          | Atletas        |
| ---- | ------------- | -------------- |
|      | Coreia do Sul | Jae-Eun Jung   |
|      | Vietname      | Hieu Ngan Tran |
|      | Turquia       | Hamide Bikcin  |

Evento realizado em 28 de setembro.
| Oitavas de final     |               |           |                      |                   |
| Protetor azul        | País          | Resultado | Protetor vermelho    | País              |
| Chih-Ling Hsu        | Taipé Chinesa | 6-0       | Cynthia Cameron      | Austrália         |
| Cristiana Corsi      | Itália        | 5-2       | Carmen Silva         | Brasil            |
| Areti Athanasopoulou | Grécia        | 7-7 (SUP) | Shimaa Afifi         | Egito             |
| Hieu Tran            | Vietname      | 2-0       | Cheryl Sankar        | Trinidad e Tobago |
| Quartas de final     |               |           |                      |                   |
| Hamide Bikcin        | Turquia       | 6-3       | Chih-Ling Hsu        | Taipé Chinesa     |
| Cristiana Corsi      | Itália        | 1-8       | Jae-Eun Jung         | Coreia do Sul     |
| Virginia Lourens     | Países Baixos | 8-6       | Areti Athanasopoulou | Grécia            |
| Hieu Tran            | Vietname      | 8-3       | Jasmin Strachan      | Filipinas         |
| Semifinais           |               |           |                      |                   |
| Hamide Bikcin        | Turquia       | 2-3       | Jae-Eun Jung         | Coreia do Sul     |
| Virginia Lourens     | Países Baixos | 6-9       | Hieu Tran            | Vietname          |
| Final                |               |           |                      |                   |
| Jae-Eun Jung         | Coreia do Sul | 2-0       | Hieu Tran            | Vietname          |

#### Repescagem - 57 kg feminino
| Fase 1              |           |            |                   |                   |
| Protetor azul       | País      | Resultados | Protetor vermelho | País              |
| Jasmin Strachan     | Filipinas | 5-5 (SUP)  | Cheryl Sankar     | Trinidad e Tobago |
| Fase 2              |           |            |                   |                   |
| Cristiana Corsi     | Itália    | 5-6        | Virginia Lourens  | Países Baixos     |
| Hamide Bikcin       | Turquia   | 9-3        | Jasmin Strachan   | Filipinas         |
| Disputa pelo bronze |           |            |                   |                   |
| Hamide Bikcin       | Turquia   | 7-5        | Virginia Lourens  | Países Baixos     |

### 67 kg feminino
| Pos. | País          | Atletas         |
| ---- | ------------- | --------------- |
|      | Coreia do Sul | Sun-Hee Lee     |
|      | Noruega       | Trude Gundersen |
|      | Japão         | Yoriko Okamoto  |

Evento realizado em 29 de setembro.
| Oitavas de final |               |           |                     |                |
| Protetor azul    | País          | Resultado | Protetor vermelho   | País           |
| Elena Benitez    | Espanha       | 0-7       | Kirsimarja Koskinen | Finlândia      |
| Mirjam Mueskens  | Países Baixos | 8-6       | Lisa O'Keefee       | Austrália      |
| Meriem Bidani    | Marrocos      | 1-4       | Yoriko Okamoto      | Japão          |
| Sarah Stevenson  | Reino Unido   | 8-4       | Monica del Real     | México         |
| Quartas de final |               |           |                     |                |
| Sun-Hee Lee      | Coreia do Sul | 5-1       | Kirsimarja Koskinen | Finlândia      |
| Mirjam Mueskens  | Países Baixos | 6-2       | Barbara Kunkel      | Estados Unidos |
| Trude Gundersen  | Noruega       | 7-4       | Yoriko Okamoto      | Japão          |
| Sarah Stevenson  | Reino Unido   | 6-5       | Lumin He            | China          |
| Semifinais       |               |           |                     |                |
| Sun-Hee Lee      | Coreia do Sul | 4-1       | Mirjam Mueskens     | Países Baixos  |
| Trude Gundersen  | Noruega       | 2-2 (SUP) | Sarah Stevenson     | Reino Unido    |
| Final            |               |           |                     |                |
| Sun-Hee Lee      | Coreia do Sul | 6-3       | Trude Gundersen     | Noruega        |

#### Repescagem - 67 kg feminino
| Fase 1              |               |            |                   |             |
| Protetor azul       | País          | Resultados | Protetor vermelho | País        |
| Kirsimarja Koskinen | Finlândia     | 4-7        | Sarah Stevenson   | Reino Unido |
| Mirjam Mueskens     | Países Baixos | 5-7        | Yoriko Okamoto    | Japão       |
| Disputa pelo bronze |               |            |                   |             |
| Yoriko Okamoto      | Japão         | 6-5        | Sarah Stevenson   | Reino Unido |

### acima de 67 kg feminino
| Pos. | País   | Atletas            |
| ---- | ------ | ------------------ |
|      | China  | Chen Zhong         |
|      | Rússia | Natalia Ivanova    |
|      | Canadá | Dominique Bosshart |

Evento realizado em 30 de setembro.
| Oitavas de final |           |           |                    |          |
| Protetor azul    | País      | Resultado | Protetor vermelho  | País     |
| Wan Yuen Lee     | Malásia   | 4-8       | Myrian Baverel     | França   |
| Tanya White      | Austrália | 0-6       | Zhong Chen         | China    |
| Veera Liukkonen  | Finlândia | 4-5       | Dominique Bosshart | Canadá   |
| Ireane Ruiz      | Espanha   | 3-0       | Sonallis Ramos     | Cuba     |
| Quartas de final |           |           |                    |          |
| Adriana Carmona  | Venezuela | 8-3       | Myrian Baverel     | França   |
| Zhong Chen       | China     | 5-3       | Mounia Bourguigue  | Marrocos |
| Natalia Ivanova  | Rússia    | 8-6       | Dominique Bosshart | Canadá   |
| Ireane Ruiz      | Espanha   | 4-7       | Natasa Vezmar      | Croácia  |
| Semifinais       |           |           |                    |          |
| Adriana Carmona  | Venezuela | 6-8       | Zhong Chen         | China    |
| Natalia Ivanova  | Rússia    | 6-4       | Natasa Vezmar      | Croácia  |
| Final            |           |           |                    |          |
| Zhong Chen       | China     | 8-3       | Natalia Ivanova    | Rússia   |

#### Repescagem - acima de 67 kg feminino
| Fase 1              |           |            |                    |          |
| Protetor azul       | País      | Resultados | Protetor vermelho  | País     |
| Tanya White         | Austrália | 1-3        | Mounia Bourguigue  | Marrocos |
| Fase 2              |           |            |                    |          |
| Mounia Bourguigue   | Marrocos  | 1-4        | Natasa Vezmar      | Croácia  |
| Adriana Carmona     | Venezuela | 8-9        | Dominique Bosshart | Canadá   |
| Disputa pelo bronze |           |            |                    |          |
| Dominique Bosshart  | Canadá    | 11-8       | Natasa Vezmar      | Croácia  |

## Quadro de medalhas
| Pos. | País               | Ouro | Prata | Bronze | Total |
| 1    | KOR Coreia do Sul  | 3    | 1     | 0      | 4     |
| 2    | AUS Austrália      | 1    | 1     | 0      | 2     |
| 2    | CUB Cuba           | 1    | 1     | 0      | 2     |
| 4    | CHN China          | 1    | 0     | 0      | 1     |
| 4    | USA Estados Unidos | 1    | 0     | 0      | 1     |
| 4    | GRE Grécia         | 1    | 0     | 0      | 1     |
| 7    | GER Alemanha       | 0    | 1     | 0      | 1     |
| 7    | ESP Espanha        | 0    | 1     | 0      | 1     |
| 7    | NOR Noruega        | 0    | 1     | 0      | 1     |
| 7    | RUS Rússia         | 0    | 1     | 0      | 1     |
| 7    | VIE Vietnã         | 0    | 1     | 0      | 1     |
| 12   | TPE Taipé Chinês   | 0    | 0     | 2      | 2     |
| 13   | CAN Canadá         | 0    | 0     | 1      | 1     |
| 13   | FRA França         | 0    | 0     | 1      | 1     |
| 13   | IRI Irã            | 0    | 0     | 1      | 1     |
| 13   | JPN Japão          | 0    | 0     | 1      | 1     |
| 13   | MEX México         | 0    | 0     | 1      | 1     |
| 13   | TUR Turquia        | 0    | 0     | 1      | 1     |